# Markul
Markul (рус. Марку́л; настоящее имя — Ма́рк Вади́мович Марку́лис; латыш. Mārkas Markūlis; род. 31 марта 1993, Рига) — российский хип-хоп-исполнитель, певец, автор песен и бывший член творческого объединения «Green Park Gang». За свою музыкальную карьеру выпустил 4 студийных альбома, 2 мини-альбома, 1 микстейп и множество синглов.

## Биография и музыкальная карьера

### Ранний период: юность — начало музыкальной карьеры
Марк родился 31 марта 1993 года в Риге. Раннее детство провёл в Хабаровске, в котором обучался в лицее РИТМ в южном микрорайоне (в школе с музыкальным уклоном). В 12-летнем возрасте семья Марка принимает решение переехать жить в столицу Великобритании — Лондон. Мать Марка была предпринимателем и имела свой продуктовый магазин в Хабаровске, который бросила ради открытия ресторана русской кухни в Лондоне. Поскольку её попытка развить бизнес оказалась неудачной, семье Марка приходилось жить бедно. Марк посещал местное образовательное учреждение, параллельно работая на стройке и грузчиком. Под влиянием неблагополучного окружения Марк пробует первые в своей жизни наркотики, а позже увлекается рэпом. В тот же период времени заводит знакомство с рэперами, которые часто базировались в Грин-парк. Там он заводит знакомства с русскоязычными рэперами Den Bro и Chiff и образовывают музыкальный коллектив «Tribe». Позже было создано творческое объединение «Green Park Gang», куда помимо Марка до сих пор входят Damany, Den Bro и MC No Limit. С ребятами в то время также хорошо дружил Oxxxymiron, который тоже часто посещал тот парк. После обучения в местной школе Марк поступает в колледж с уклоном звукорежиссуры и музыкального бизнеса. Именно там он знакомится с португальским исполнителем и продюсером Porchy, которого Марк позже познакомил с Oxxxymiron’ом. В 2011 году выходит дебютный микстейп Взвешенный рэп с гостевым участием членов «Green Park Gang» и Oxxxymiron’а. Примерно в то же время вышел музыкальный видеоклип на совместный с Мироном трек В тихом омуте. Данный клип был снят на одной из фотостудий Лондона, а также в съёмках приняли участие члены объединения «Green Park Gang» и британский грайм-исполнитель Devlin. Далее Марк берёт перерыв на пару лет, так как ему не нравилась его музыка.

### Сингл «Сухим из воды» — альбом «Tranzit»
После длительного перерыва Марк возвращается с музыкальным видеоклипом на сингл Сухим из воды в 2014 году. Данная работа обретает широкую популярность в России. 8 января 2015 года выходит музыкальный видеоклип на второй сингл с предстоящего релиза Мало добра. 22 апреля 2015 года вышел дебютный мини-альбом под названием Сухим из воды и сразу же видеоклип на трек Прорвёмся с данного релиза.
2016 год оказывается очень богатым для Марка на видеоклипы. В этом году вышли такие работы, как Спрут, Крэк 1, Flexin и Последний билет совместно с Obladaet, которая прибавила значительную популярность как Назару, так и Марку. После последней работы, Марк понял, что ему стоит больше работать и развиваться в музыкальном плане.
16 марта 2017 года вышел дебютный студийный альбом под названием Tranzit, на котором гостевым участием отметились Obladaet, T-Fest и Sifo. 24 марта и 28 июня 2017 года соответственно вышли видеоклипы на треки Леброн и Moulin Rouge с последнего релиза. Летом этого же года он принимает решение переехать жить из Лондона в Санкт-Петербург, так как там Марк видит куда больше перспектив для своей музыкальной деятельности.

### Сингл «Fata Morgana» — настоящее время
21 сентября 2017 года вышел долгожданный музыкальный видеоклип на сингл Fata Morgana при участии Oxxxymiron’а. Для Марка — это значимая работа, которая принесла ему более широкую известность среди российских слушателей, а для Мирона — первая серьёзная музыкальная работа после поражения от Славы КПСС на втором кроссовере «Versus Battle x #SLOVOSPB». 1 декабря 2017 года вышел совместный с Obladaet 6-трековый мини-альбом Friends & Family. В конце этого года стало известно о том, что Марк присоединился к концертному агентству «Booking Machine», главой которого на тот момент являлся его давний друг Oxxxymiron.
23 апреля 2018 года вышел сингл и сразу же музыкальный видеоклип Корабли в бутылках. Данный сингл долгое время занимал лидирующие места в чартах «ВКонтакте», а сам Марк расположился на девятом месте в списке самых прослушиваемых рэп-артистов 2018 года этой социальной сети. 13 июля 2018 года вышел видеоклип на трек Blues, который является синглом из второго студийного альбома Great Depression. 9 августа 2018 года вышел большой лонг-микс Konstrukt со всеми действующими артистами концертного агентства «Booking Machine» в преддверии крупного фестиваля. Помимо Марка в нём приняли участие Porchy, May Wave$, Jeembo, Loqiemean, Thomas Mraz, Tveth, Souloud и Oxxxymiron. 16 октября 2018 года вышел долгожданный второй студийный альбом Great Depression. 20 ноября 2018 года вышел музыкальный видеоклип на трек Без тебя, который вошёл в последний музыкальный релиз.
19 апреля 2019 года Марк выпустил сингл «Больше бед».
26 июля 2019 года вышел сингл «Скалы».
15 ноября 2019 года выпущен сингл «B.I.D» в поддержку тура «Before I Disappear».
6 марта 2020 года было объявлено, что Markul больше не является артистом концертного агентства «Booking Machine».
10 июля 2020 выпустил 3 сингла: сольные «2 минуты», «Phantom» и совместный с Платиной «конфеты».
11 декабря выпускает трек «тренировочный день» вместе с Куок.
Зимой 2021 года исполнитель анонсировал выпуск третьего студийного альбома S.O.H.
12 февраля 2021 года был выпущен сингл, а после видеоклип «Бумеранг», который входит в состав альбома Sense Of Human.
4 июня 2021 года совместно с Эльдаром Джараховым был выпущен трек «Я в моменте» и композиция «Noir» совместно с The Limba и Aarne.
20 августа 2021 года было объявлено о выходе 15 октября третьего студийного альбома Sense Of Human, а также выход сингла «Вредные привычки».
1 октября 2021 года был выпущен трек «Zima Blue». 15 октября 2021 года исполнитель выпускает студийный концептуальный альбом под названием Sense Of Human, в который входит 20 композиций, 6 из которых — эпизоды. В альбоме также присутствуют такие исполнители как Saluki, ANIKV и Dyce.
24 июня 2022 года выпущен сингл «Конечная Станция».
5 августа 2022 года выпущена совместная композиция с Тосей Чайкиной «Стрелы».
12 августа 2022 года выпущена совместная композиция с Aarne и MAYOT «Больно»
2 декабря 2022 года выпущен сингл «НИОТКУДА»
14 февраля 2023 года в совместном треке с Лоя, OBLADAET, LIL KRYSTALLL «Я БУДУ (Remix)» заявил о выходе студийного альбома в этом году.
16 июня 2023 года выпущен совместный сингл с FEDUK «Мятный»
Летом 2023 года артист заявил о переносе своего альбома на 2024 год
15 сентября 2023 года выпущена совместная композиция с OG Buda «Факты»
17 ноября 2023 года выпущен сингл «Зал ожидания»
8 декабря 2023 года выпущен трек «Ненормальный»
28 июня 2024 года был выпущен сингл «Низкие температуры» из анонсированного нового альбома Make Depression Great Again
2 августа 2024 года вышла композиция «Ветрено / Холодно»
8 ноября 2024 года выходит последний предальбомный трек «Осадки», который войдёт в предстоящий альбом
22 ноября 2024 года выпущен студийный альбом под названием Make Depression Great Again, в который вошло 10 композиций, из которых один совместный сингл с ЛСП и ATL на аутро.

## Дискография

### Студийные альбомы
| Название                                                                                      | Детали                                                                                 | Высшая позиция в чартах |
| Название                                                                                      | Детали                                                                                 | Литва AGATA Топ-100     |
| --------------------------------------------------------------------------------------------- | -------------------------------------------------------------------------------------- | ----------------------- |
| Tranzit                                                                                       | - Релиз: 16 марта 2017 - Лейбл: FRWRD Music - Формат: цифровая дистрибуция, стриминг   | ×                       |
| Great Depression                                                                              | - Релиз: 16 октября 2018 - Лейбл: FRWRD Music - Формат: цифровая дистрибуция, стриминг | —                       |
| Sense of Human                                                                                | - Релиз: 15 октября 2021 - Лейбл: FRWRD Music - Формат: цифровая дистрибуция, стриминг | 45                      |
| Make Depression Great Again                                                                   | - Релиз: 22 ноября 2024 - Лейбл: FRWRD Music - Формат: цифровая дистрибуция, стриминг  | —                       |
| Символ «—» означает, что альбом не попал в чарт; символ «×» означает, что чарт был неактивен. |                                                                                        |                         |

### Мини-альбомы
| Год  | Мини-альбом                             |
| ---- | --------------------------------------- |
| 2015 | «Сухим из воды»                         |
| 2017 | Friends & Family (совместно с Obladaet) |

### Микстейпы
| Год  | Микстейп         |
| ---- | ---------------- |
| 2011 | «Взвешенный рэп» |

### Коллаборации
| Год  | Микстейп                                   |
| ---- | ------------------------------------------ |
| 2010 | «Хроники Лондона» (в составе группы Tribe) |

### Синглы
| Год  | Сингл                                                   |
| ---- | ------------------------------------------------------- |
| 2012 | «Игра с огнём»                                          |
| 2014 | «Сухим из воды»                                         |
| 2015 | «Мало добра»                                            |
| 2015 | «Прорвёмся»                                             |
| 2015 | «Slipknot»                                              |
| 2016 | «Спрут»                                                 |
| 2016 | «Крэк 1»                                                |
| 2016 | «Flexin» (при уч. Porchy, Jerome da Chef)               |
| 2016 | «Последний билет» (при уч. Obladaet)                    |
| 2017 | «Russky Rodman» (совместно с Mufesah)                   |
| 2017 | «Moulin Rouge»                                          |
| 2017 | «Подарок» (при уч. Obladaet)                            |
| 2017 | «Не зря»                                                |
| 2017 | «Fata Morgana» (при уч. Oxxxymiron)                     |
| 2017 | «Wo Wo Wo (Krept & Konan Challange)» (при уч. Sifo)     |
| 2018 | «Атлантида»                                             |
| 2018 | «Blues»                                                 |
| 2018 | «Корабли в бутылках»                                    |
| 2018 | «Худший друг»                                           |
| 2019 | «Больше бед»                                            |
| 2019 | «Серпантин»                                             |
| 2019 | «Скалы»                                                 |
| 2019 | «B.I.D»                                                 |
| 2020 | «Конфеты» (при уч. Платины)                             |
| 2020 | «2 минуты»                                              |
| 2020 | «Phantom»                                               |
| 2020 | «Тренировочный День» (при уч. Куока)                    |
| 2021 | «Бумеранг»                                              |
| 2021 | «Вредные привычки»                                      |
| 2021 | «Zima Blue»                                             |
| 2021 | «Syrena»                                                |
| 2022 | «Конечная Станция»                                      |
| 2022 | «Стрелы» (при уч. Тоси Чайкиной)                        |
| 2022 | «НИОТКУДА»                                              |
| 2023 | «Я БУДУ (Remix)» (при уч. Лоя, Obladaet, Lil Krystalll) |
| 2023 | «Мятный» (при уч. FEDUK)                                |
| 2023 | «Факты» (при уч. OG Buda)                               |
| 2023 | «Зал ожидания»                                          |
| 2023 | «Ненормальный»                                          |
| 2024 | «Низкие температуры»                                    |
| 2024 | «Ветрено / Холодно»                                     |
| 2024 | «Осадки»                                                |
| 2025 | «Честных Правил»                                        |
| 2025 | «Falling in Love»                                       |

### Участие на релизах других исполнителей
| Год  | Артист               | Музыкальный релиз                        | Трек                                                                                                |
| ---- | -------------------- | ---------------------------------------- | --------------------------------------------------------------------------------------------------- |
| 2016 | Loqiemean            | My Little Dead Boy                       | «Burroughs» (при уч. Slippah Ne Spi, Nds Flava)                                                     |
| 2016 | Damany               | Внеальбомный                             | «Радары»                                                                                            |
| 2017 | Yanix                | «Шоу улиц гетто 2.5»                     | «Флоу» (при уч. Face)                                                                               |
| 2017 | Obladaet             | Files                                    | «Files»                                                                                             |
| 2017 | Idan                 | «Плот моего воображения»                 | «Не всем. Londmix» (при уч. MC No Limit, D.Loyal, Roman Troy)                                       |
| 2018 | Idan                 | «Плот моего воображения 2: Вакуум»       | «Как будто тут»                                                                                     |
| 2018 | Разные исполнители   | Внеальбомный                             | «Konstrukt» (при уч. Porchy, May Wave$, Jeembo, Loqiemean, Thomas Mraz, Tveth, Souloud, Oxxxymiron) |
| 2018 | Thomas Mraz          | «9 Воскресений»                          | «Sangria»                                                                                           |
| 2019 | Porchy               | The Fall                                 | «Struggles» (при уч. Idan, Oxxxymiron)                                                              |
| 2019 | Билик                | X-Ray                                    | «X-Ray»                                                                                             |
| 2019 | Hash Tag             | «Артист!»                                | «HEY YA»                                                                                            |
| 2019 | Хайд                 | «Нерв»                                   | «Право на подвиг»                                                                                   |
| 2021 | Джарахов             | «Я в моменте»                            | «Я в моменте»                                                                                       |
| 2022 | Aarne                | Aa Language                              | «Noir» (при уч. The Limba)                                                                          |
| 2022 | Aarne                | Aa Language                              | «Больно» (при уч. Mayot)                                                                            |
| 2023 | SALUKI               | «WILD EA$T»                              | «1000 RAD» (при уч. ANIKV)                                                                          |
| 2024 | Aarne, BUSHIDO ZHO   | «WE LIVE ONLY ONCE»                      | «MOSCOW»                                                                                            |
| 2025 | Friendly Thug 52 Ngg | Graf Monte-Cristo / Most Valuable Pirate | «Skyscraper»                                                                                        |

## Видеография

### Участие
| Год  | Название                                                | Альбом           | Режиссёр                   |
| ---- | ------------------------------------------------------- | ---------------- | -------------------------- |
| 2011 | «В тихом омуте» (при уч. Oxxxymiron)                    | Взвешенный рэп   | Неизвестно                 |
| 2011 | «Другой маршрут»                                        | Взвешенный рэп   |                            |
| 2011 | «Всё ближе» (при уч. Den Bro)                           |                  |                            |
| 2014 | «Сухим из воды»                                         | Сухим из воды    | Crystal Vision             |
| 2015 | «Мало добра»                                            | Сухим из воды    | Supfly                     |
| 2015 | «Прорвёмся»                                             | Сухим из воды    | Crystal Vision             |
| 2016 | «Спрут»                                                 | Tranzit          | Crystal Vision             |
| 2016 | «Крек 1»                                                | Tranzit          | Crystal Vision             |
| 2016 | «Flexin» (при участии Porchy, Jerome Da Chef)           | Внеальбомный     | Crystal Vision             |
| 2016 | «Последний билет» (при участии Obladaet)                | Tranzit          | Kosmodrome/Crystal Vision  |
| 2017 | «Moulin Rouge»                                          | Tranzit          | Crystal Vision             |
| 2017 | «Леброн»                                                | Tranzit          | Crystal Vision             |
| 2017 | «Fata Morgana» (при участии Oxxxymiron)                 | Внеальбомный     | Ладо Кватания              |
| 2017 | «Wo Wo Wo (Krept & Koran Challange)» (при участии Sifo) | Внеальбомный     | Adetue                     |
| 2018 | «Корабли в бутылках»                                    | Внеальбомный     | Мария Маковская            |
| 2018 | «Blues»                                                 | Great Depression | Эльдар Гараев              |
| 2018 | «Без тебя»                                              | Great Depression | ROHO                       |
| 2019 | «Серпантин»                                             | Great Depression | Эльдар Гараев              |
| 2019 | «Скалы»                                                 | Внеальбомный     | ROHO                       |
| 2019 | «X-Ray» (при участии Билика)                            | Внеальбомный     | Kosmodrome                 |
| 2019 | «B.I.D»                                                 | Внеальбомный     | Crystal Vision / Markul    |
| 2021 | «Бумеранг»                                              | Sense Of Human   | Эльдар Гараев              |
| 2021 | «Syrena»                                                | Sense Of Human   | Александра Сахарная        |
| 2022 | «Стрелы» (при участии Тоси Чайкиной)                    | Внеальбомный     | Роман Варнин               |
| 2022 | «Ниоткуда»                                              | Внеальбомный     | Crystal Vision             |
| 2023 | «Зал ожидания»                                          | Внеальбомный     | Ник Денисов                |
| 2023 | «Ненормальный»                                          | Внеальбомный     | Александра Сахарная / ROHO |

| Год  | Название                                                                                            | Режиссёр       |
| ---- | --------------------------------------------------------------------------------------------------- | -------------- |
| 2016 | «Мне плевать» (Remix) (при уч. Damany)                                                              | Crystal Vision |
| 2018 | «Konstrukt» (при уч. Porchy, May Wave$, Jeembo, Loqiemean, Thomas Mraz, Tveth, Souloud, Oxxxymiron) | ROHO           |
| 2021 | «Я в моменте» (при уч. Джарахов)                                                                    | Alina Pasok    |

## Концертные туры
| Год  | Концертный тур                   |
| ---- | -------------------------------- |
| 2017 | Tranzit Tour                     |
| 2018 | Low Life Tour                    |
| 2018 | Great Depression Tour            |
| 2019 | Compass Tour                     |
| 2019 | Before I Disappear Tour          |
| 2021 | Pressure Tour                    |
| 2023 | Currently On Tour                |
| 2025 | Make Depression Great Again Tour |